# Prieuré Saint-Symphorien de Domfront
Le prieuré Saint-Symphorien est un établissement de moines bénédictins qui se dressait dans l'enceinte du château de Domfront sur le territoire de la commune française de Domfront, dans le département de l'Orne, en région Normandie, et rattaché au diocèse du Mans.

## Localisation
Ce prieuré se trouvait dans l'enceinte du château-fort de Domfront.

## Historique
La chapelle fut découverte et restaurée par le lycée de Domfront et l'Association pour la Restauration du Château (ARCD)

### Fondation
Les détails stylistiques de l'architecture permettent aux archéologues de dater sa fondation dans la première moitié du XIIe siècle, vers 1090-1100.

## Description

### Église priorale
Cette chapelle de style roman très massif, construite en grès, en forme de croix latine est à chevet plat, dont la position laisse supposer qu'elle était intégrée dans le mur défensif du château, ce qui en fait une église fortifiée. C'est un édifice de 48 mètres de long avec une tour lanterne au dessus de la croisée. C'est un vaste vaisseau dépourvu de bas-côtés dont la façade occidentale comportait un large portail à triple ressaut, et au cours des fouilles fut découvert un autre portail dans le mur sud, dont les bases se trouvaient beaucoup plus haut que l'autre. À l'extrémité sud de la nef furent mis au jour une pile composite et le départ d'un escalier. Les chapiteaux trouvés en avril 1985 sont à godrons drapés
Les fouilles entreprises ont montré différentes phases de destruction dont une probablement en 1608 après l'édit de Sully. Il y a  également des traces d'un violent incendie dû à la guerre de Cent Ans, avec la destruction du chevet qui servit de carrière tandis que l'office continuait dans la nef. Les murs latéraux renforcés de contreforts sont visibles.
Vers 1200 une courtine à gaine a été construite à quelques mètres en avant du chevet sur ordre de Jean sans Terre (1166-1216) avant que Philippe-Auguste (1165-1223) ne fasse la conquête de la Normandie.
l'église fut ruinée probablement à la suite de la destruction du château en 1610.
Il ne subsiste de sa façade principale qu'un contrefort plat et les restes du grand portail avec des éléments d'archivolte, ainsi que plusieurs colonnes en granit, taillées et décorées.
Lors des fouilles de 1990 fut mise en évidence la construction de petits bâtiments à l'intérieur de cette chapelle après son délabrement au cours du XIVe siècle dont certains servant d'habitations et d'autres d'ateliers. Des sondages furent également effectués au sud, près du transept et du chœur précisant la suite du tracé de l'édifice vers le sud, montrant que celui-ci était dans l'enceinte du château dès le XIIe siècle.

#### Sépultures
Lors des fouilles de l'hiver 1990 furent retrouvées trois tombes : celle d'une adolescente, d'un enfant dans la nef près du bras nord du transept, et celle d'une personne âgée, à proximité de l'emplacement de l'autel. Les corps de ces personnes ne purent être identifiés, malgré leur statut privilégié, au vu de l'emplacement de leur sépulture.

## Prieurs
- 1287-13.. : Dom.... prieur ayant eu à se plaindre des agissements de Jean de Carcassonne bailli de Domfront de 1287 à 1292 qui même quand les fermes étaient attribuées ne les respectait pas. [Note 2]
- 1299-1300 : Nicole, cité le 24 juillet 1299[4]
- 1300-13.. : Hue, cité le 17 juin 1300[5]
- 1515-1526 : Dom Michel Jamault, cité le 29 mai 1515 [6]
- 1533-15.. : Dom Robert Le Faudrier, cité le 14 janvier 1533 [7]
- 1563-1565 : Dom  noble Jean de La Mouche, cité à cette date pour prise de possession[8]
- 1565-1593 : Frère Louis Benoist, chantre de l'abbaye de Lonlay[9],
- 1610-16.. : Dom Jacques Dupin[10]
- 1631-16.. : Dom Etienne Lelièvre, cité cette année 1631 dans [11]
- 1671-1691 : Dom Georges Rodier (?-1708) cité encore en 1691[12]
- 1691-1709 : Dom Denys Buslot, clerc tonsuré du diocèse de Paris, prise de possession le 6 mai 1691 pourvu par François Bodin , abbé de Lonlay[13]
- 1709-1710 : Dom Alexandre Lechevallier prend possession le 21 septembre 1709[14]
- 1711-1720 : Dom Barthélemy François Fourel prend possession le 26 août 1711[15]
- 1757-17.. : Dom René-Pierre Mathieu Gérentes [16], provisions en cour de Rome, pourvu le 28 septembre 1757, prend possession le 24 décembre 1757[Note 3].
- 1781-1789 : Dom Jean-Baptiste Laurencin, prêtre religieux profès de l'Ordre de Saint-Benoît, Congrégation de Saint-Maur[17].

## Sceau
- Photo du sceau des prieurs de Saint-Symphorien (1299-1300) dans le  Domfrontais médiéval, N°4, p. 20

## Religieux et personnalités
- Dom François Filleul religieux venant de l'abbaye de Lonlay , procureur et cellerier de la dite abbaye et en (1672-73) procureur du prieuré Saint-Symphorien porteur des pouvoirs du Prieur ces années là

## Propriétés, revenus

### terres
- Seigneurie de la Rochette (1614)
- La Canjollière
- Quatre jardins près du château
- Portion de terre en vallon sise sous l'enclos de la dite ville de Domfront.
- un coteau de terre nommé Les Garennes, au château de Domfront fieffé le 12 novembre 1714 à dame Françoise de Quérali, prieure du Prieuré Saint-Antoine de Domfront
- Fief des Buttes du château

### Dîmes
- Sur les coutumes de Domfront[Note 4]

## Monument historique
Sont classées par liste de 1875 :
- les ruines du donjon.

Sont classés par arrêté du 18 février 1986 :
- l'enceinte du château avec ses remparts, tours, bretèches, casemates, et les anciennes chapelles Sainte-Catherine et Saint-Symphorien.

## Fouilles archéologiques
Furent retrouvées sept pièces de monnaie médiévales dans l'enceinte de la chapelle ainsi que sur le pourtour, dont:
- 1 denier tournois de Charles de Blois, duc de Bretagne (1341-1364)
- 1 denier de Charles V
- 1 léopard d'Henri V
- 1 blanc aux écus d'Henri VI, roi d'Angleterre (1422-1450) (Rouen 1423) et duc d'Aquitaine prétendant au trône de France.
- 1 denier angevin (XIIe siècle)